# Circuito da Boavista
O Circuito da Boavista é um circuito automóvel urbano, não permanente, na cidade do Porto, Portugal. A primeira edição é de 1931 e com o mesmo traçado estende-se até 1933. Nesta fase o percurso é constituído por duas rectas (sentidos ascendentes e descendentes da Avenida da Boavista). Em 1950 com a realização do I Circuito Internacional do Porto dá-se início à segunda fase que se prolonga até 1960. Nesta fase houve dois traçados com pequenas alterações. Em 1958 realiza-se a primeira prova de F1 e em 1960 a terceira (a segunda teve lugar no Circuito de Monsanto em 1959). 
Em 2005 o Circuito da Boavista renasce de novo por iniciativa da Câmara Municipal do Porto com a realização do I GP Histórico do Porto. Desde então e até 2013 (é suspenso em 2015 por falta de apoio governamental) disputam-se provas de dois em dois anos. Em 2007 começa a realizar-se o WTCC - World Touring Cars Championship da FIA e as provas realizam-se em dois fins de semana seguidos. O circuito situava-se na zona envolvente ao Parque da Cidade do Porto e é constituído pela Avenida da Boavista, Avenida do Parque, Rua da Vilarinha, Rua de Vila Nova, Estrada da Circunvalação, Praça Cidade de S. Salvador, Esplanada do Castelo do Queijo e Praça Gonçalves Zarco.

## História

### Primórdios
A história do automobilismo na Boavista começa nos anos 20, onde se organizaram durante alguns anos os populares “quilómetros lançados”. Contudo, a primeira edição deste circuito automóvel com o nome formal de “Circuito da Boavista”, realizou-se apenas no ano de 1931, sendo o circuito constituído por duas longas rectas nas faixas laterais da Avenida da Boavista, unidas por duas curvas com um raio de 10 metros. A primeira edição desta competição foi ganha por Fernando Palhinhas ao volante de um Singer Nine, percorrendo apenas 30 voltas em vez das 50 definidas para o circuito. Já nos dois anos seguintes, 1932 e 1933, a corrida era ganha por quem percorresse a maior distância no tempo fixo de 90 minutos, divididas em duas categorias distintas: Sport e Corrida.
No ano de 1932, um destaque especial e novidade absoluta a nível nacional, para a participação de uma senhora: D. Palmira Coelho ao volante de um Opel. 
Já nesta fase, o automobilismo ameaçava tornar-se um evento bastante popular, como comprovava a quantidade de espectadores presentes, entre 10.000 e 12.000. 

### Década de 1950 e a Fórmula 1
O ano de 1950 marcou uma viragem total na história do Circuito da Boavista, que surgiu reconfigurado e redimensionado, com um novo traçado de 7.775 metros, após a inclusão de novas ruas e estradas, como foi o caso da Estrada da Circunvalação, a Avenida Dr.Antunes Guimarães e a Rua do Lidador. Além disso, o Automóvel Club de Portugal (ACP), responsável pela organização, alargou os horizontes da corrida atribuindo a esta um cariz internacional, conseguindo com isso a participação de mais e melhores pilotos nacionais e de alguns dos grandes talentos internacionais. Foi então criado o “I Circuito Internacional do Porto”, que se realizou a 18 de Junho de 1950.
Devido ao enorme êxito da primeira edição, o “II Circuito Internacional do Porto”, realizado a 17 de Junho de 1951, levou à elaboração de um mais arrojado programa por parte do ACP, designado de “I Grande Prémio de Portugal”. Dos cerca de 30 pilotos esperados na prova, 16 eram estrangeiros. O número de espectadores, estimados foi de cerca de 100 000. Em 1952 o uso de capacete tornou-se obrigatório.
Em 1956 surge a ideia do ACP em trazer a Fórmula 1 para este circuito. A 24 de Agosto de 1958, a Fórmula 1 chegava finalmente a Portugal. Uma estreia acompanhada com a vinda dos grandes nomes da época, na competição como Stirling Moss, Mike Hawthorn, Jack Brabham, Graham Hill e a primeira mulher a pilotar um Fórmula 1 – Maria Teresa de Filippis, entre muitos outros. O Grande Prémio de Portugal era a nona prova a contar para os Campeonatos do Mundo de Pilotos e de Construtores (este último instituído pela primeira vez nessa temporada).
Neste ano, Mike Hawthorn e Stirling Moss lutavam de forma acesa pelo título de campeão, com o Porto a assistir a uma emocionante corrida, com Moss a levar a melhor sobre o rival e a manter-se na luta pelo título. A esta corrida de 1958, segundo relatos da época, terão assistido mais de 100 mil pessoas, entre os queis é de registar ainda a presença, no Porto, do então herdeiro ao trono de Espanha, o jovem Juan Carlos, futuro Rei de Espanha, neste evento.
No início da década de 60, o Circuito da Boavista recebeu o “IX Grande Prémio de Portugal”, prova que marcaria a despedida do circuito dos palcos do automobilismo nacional e internacional. O circuito da Boavista recebeu o Grande Prémio de Fórmula 1 de Portugal por duas vezes, em 1958 e 1960.

## Vencedores
| Época                    | Piloto                     | Chassi/Motor  | Relatório |
| ------------------------ | -------------------------- | ------------- | --------- |
| 1960                     | Jack Brabham               | Cooper-Climax | Detalhes  |
| Não houve em 1959        |                            |               |           |
| 1958                     | Stirling Moss              | Vanwall       | Detalhes  |
| Não houve em 1956 e 1957 |                            |               |           |
| 1955                     | Jean Behra                 | Maserati      | Detalhes  |
| Não houve em 1954        |                            |               |           |
| 1953                     | José Arroyo Nogueira Pinto | Ferrari       | Detalhes  |
| 1952                     | Eugenio Castellotti        | Ferrari       | Detalhes  |
| 1951                     | Casimiro de Oliveira       | Ferrari       | Detalhes  |

Em 2007 o Circuito foi ainda animado com a presença do Red Bull F1 oficial, conduzido pelo sul-africano Adrian Zaugg, mas era para ser o português Filipe Albuquerque a conduzi-lo, porém teve corrida na World Series By Renault, pelo que não pôde estar presente.

### WTCC
Em 2005, 45 anos após as últimas glórias vividas no Circuito da Boavista, o cheiro e o barulho dos motores, voltaram finalmente ao Circuito da Boavista, com a realização do Grande Prémio Histórico do Porto de 2005. A Câmara Municipal do Porto teve um papel fundamental para o regresso deste circuito, cuja estrutura física se manteve na zona da Boavista e Circunvalação, onde foram construídas novas infra-estruturas para o efeito. 
De 8 a 10 de Julho de 2005 as emoções estiveram ao rubro, e muitos foram os pilotos que marcaram épocas passadas, que não quiseram faltar à chamada e sentir de novo a adrenalina de disputar uma prova inesquecível, bem como o público presente que tem desde sempre estado à altura do evento, enchendo as bancadas e áreas circundantes. Em 2007 Circuito foi  melhorado, com algumas obras de beneficiação que visaram aumentar a segurança e a competitividade, de forma a permitir a realização de mais e melhores provas, como foi o caso do Campeonato do Mundo de Carros de Turismo (WTCC). O Circuito da Boavista realizou-se em 2009, 2011 e 2013, contando sempre para o WTCC.
Em 2015, devido à retirada de apoios do Turismo de Portugal, a autarquia portuense não conseguiu realizar a prova, e a corrida portuguesa do WTCC foi transferida para o Circuito Internacional de Vila Real.
| WTCC do Porto | WTCC do Porto | WTCC do Porto     | WTCC do Porto |
| Ano           | Corrida       | Piloto            | Marca         |
| ------------- | ------------- | ----------------- | ------------- |
| 2013          | Corrida 1     | Yvan Muller       | Chevrolet     |
| 2013          | Corrida 2     | James Nash        | Chevrolet     |
| 2011          | Corrida 1     | Alain Menu        | Chevrolet     |
| 2011          | Corrida 2     | Robert Huff       | Chevrolet     |
| 2009          | Corrida 1     | Gabriele Tarquini | SEAT          |
| 2009          | Corrida 2     | Augusto Farfus    | BMW           |
| 2007          | Corrida 1     | Alain Menu        | Chevrolet     |
| 2007          | Corrida 2     | Andy Priaulx      | BMW           |

#### Grande Prémio Histórico do Porto
Tradicionalmente disputa-se este GP no Circuito da Boavista, anualmente. Neste GP correm carros clássicos de várias séries do desporto automóvel. Em 2007 e 2009 as categorias presentes foram:
- Sport pré-Guerra – Motor Racing Legends;
- Fórmula 1 pré-1961 – HGPCA;
- Fórmula 1 pré-1966 – HGPCA;
- Sport dos anos ’50 e ’60 – HGPCA;
- World Sports Masters – GT e Protótipos até 1974, ex-Le Mans;

FIA Lurani Fórmula Júnior de 1958 a 1961;
- Grand Prix Masters – Fórmula 1 pré-1978;
- Gentleman Drivers GT Endurance: GT até 1964;
- Sports Racing Masters: Protótipos até 1964 e
- Aenor Touring, GT and Sports Classics: Clássicos até 1981.